# Benneckenbecker Steinbruch
Der Benneckenbecker Steinbruch ist ein ehemaliger, heute mit Wasser gefüllter Steinbruch im Magdeburger Stadtteil Reform.
Der Steinbruch diente der Förderung von Rotem Sandstein. Von Sudenburg bis Sülldorf zieht sich unterhalb der Erdoberfläche ein Sandsteinrücken hin. Beim heute zum Magdeburger Stadtteil Ottersleben gehörenden Dorf Benneckenbeck und bei Osterweddingen liegt der Sandsteinrücken so dicht unter der Erdoberfläche, dass sich der Abbau in Steinbrüchen lohnte.
Der Beginn des Abbaus ist unbekannt. Allerdings war der Steinbruch über mehrere Jahrhunderte hinweg in Betrieb. Im Laufe der Zeit wurde der Steinbruch immer tiefer, so dass eine schiefe Ebene geschaffen werden musste, um die geschlagenen Steine mit Pferdefuhrwerken abtransportieren zu können. Bis in die 1940er Jahre war die schiefe Ebene noch erkennbar. 
Gegen Ende des 19. Jahrhunderts wurde der Benneckenbecker Steinbruch aufgegeben und füllte sich langsam mit Wasser. Zunächst wies der so entstandene kleine See eine Tiefe von bis zu 20 Metern auf, verlandete dann jedoch stark. Die heutige Tiefe beträgt noch maximal 2 Meter.
Der ursprünglich in der näheren Umgebung von landwirtschaftlichen Flächen umgebene kleine See, befindet sich heute in einer urbanisierten Landschaft. In der ersten Hälfte des 20. Jahrhunderts befand sich an der Ostseite der Schießstand des Kleinkaliber-Schützenvereins - Benneckenbeck. In den 1970er Jahren entstand etwas westlich die Stadtautobahn Magdeburger Ring, die den See von Benneckenbeck abschnitt. Zuvor war in einiger Entfernung das mit DDR-Plattenbauten gestaltete Neubaugebiet Reform entstanden. In den 1990er Jahren entstand südlich des Sees das große Einkaufszentrum Bördepark. Die im zeitweise auch als Angelteich genutzten See ursprünglich laichende Erdkröte kommt, wohl aufgrund der dicht aufgerückten Bebauung, hier heute nicht mehr vor.